# 黑林根
威拉河畔黑林根（德語：Heringen (Werra)），通称黑林根（德語：Heringen，發音：[ˈheːʁɪŋən] ⓘ），是德国黑森州卡塞尔行政区黑斯费尔德-罗滕堡县的城市，面积61.2平方千米，2023年12月31日人口为6,996人。